# Kom Medinet Ghurab
Kom Medinet Ghurab, Gurab o Gurob és un llogaret egipci (el seu nom vol dir 'Poble del corb') a uns 3 km al sud de Lahun (l'antiga Kahun, a l'entrada de la regió de l'Oasi del Faium i a la vora del desert. Té restes d'un establiment de les dinasties XVIII i XIX, i es poden identificar algunes cases, dos temples (un d'ells corresponent a Tuthmosis III) i les necròpolis de dates diverses però en general està tot molt destruït a l'haver-se remogut les rajoles per a extreure fertilitzant. S'ha trobat força material del regne d'Amenofis III i la seva dona Tiy.
Loat ha excavat algunes tombes del període de Naqada (vers 3500 - 3000 aC), i al lloc hi havia un assentament a l'inici del període dinàstic (Brunton i Engelbach van excavar algunes tombes datades vers l'any 3000 aC). També s'han trobat tombes de l'Imperi Antic (vers 2700-2100 aC) i del primer període intermedi (vers 2100-2025 aC). Tots els enterraments semblen correspondre als pagesos, en general pobres, de la regió, no tenint objectes artístics ni inscripcions; no se sap si corresponen només a una ciutat o a diverses. Les tombes de l'Imperi Mitjà (vers 2025-1700 aC) són escasses (del final del període) i també del segon període intermedi (vers 1700-1550 aC). Amb l'Imperi Nou el nombre de tombes augmenta i sembla que correspondria a una ciutat bastant gran.
Amb la dinastia XVIII, segurament sota Tuthmosis III o poc abans, es va construir un palau que va tenir importància sota Amenhotep III (Amenofis III); es va trobar un bust de fusta de la reina Tiy, així com molts altres objectes; es creu que la reina residia a la ciutat almenys durant algun període de l'any. La ciutat i el palau van conservar la seva importància després del període d'Amarna. Almenys una dona estrangera de Ramsès II (la reina Maathonerferura, filla del rei hitita) és esmentada entre els fragments de papir trobats per Flinders Petrie.
Al final de l'època ramèssida el palau i la ciutat foren abandonats. Es tornen a trobar enterraments del període ptolemaic, però de manera molt més limitada.